# رسم مينكوفسكي البياني

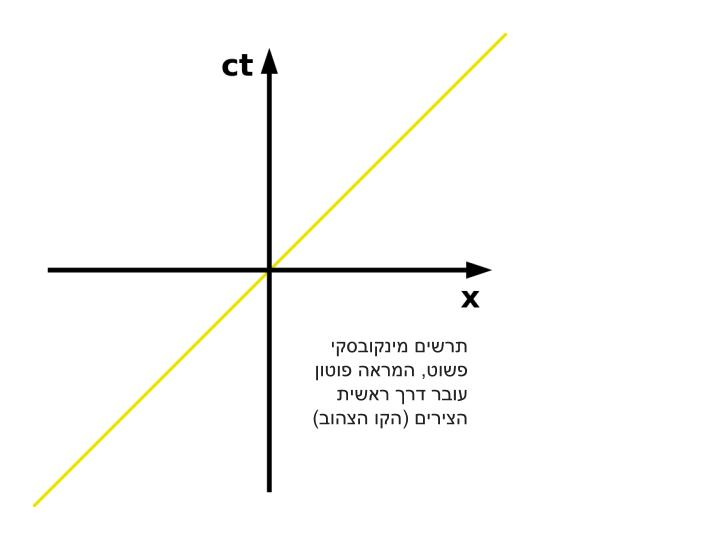

طُور رسم مينكوفسكي البياني، المعروف أيضًا باسم مخطط الزمكان، في عام 1908 من قبل هيرمان مينكوفسكي ويقدم توضيحًا لخصائص المكان والزمان في نظرية النسبية الخاصة. يتيح الريم فهمًا نوعيًا للظواهر المتماثلة مثل تمدد الزمن وتقلص الأطوال بدون معادلات رياضية.
رسوم مينكوفسكي هي رسوم بيانية ثنائية الأبعاد تصور الأحداث في كون يتألف من بُعد مكاني واحد وبُعد زمني واحد. بخلاف الرسم البياني المعتاد للمسافة والزمن، تُعرض المسافة على المحور الأفقي والزمن على المحور الرأسي. بالإضافة إلى ذلك، اختيرت وحدات القياس للزمان والمكان بطريقة يتبع فيها الجسم المتحرك بسرعة الضوء مسارًا بزاوية 45 درجة بالنسبة للمحورين.
بهذه الطريقة، يتبع كل جسم خطًا معينًا في الرسم البياني، يُسمى خط العالم الخاص به. أيضًا، تمثل كل نقطة على الرسم البياني موقعًا معينًا في المكان والزمان، يُسمى حدثًا، بغض النظر عن حدوث أي شيء في ذلك المكان والزمان.

## الأساسيات

### رسوم الزمن والموضع البيانية
في دراسة علم الحركة أحادي البعد، توفر الرسوم البيانية للموضع مقابل الزمن (التي تُسمى أيضًا رسوم المسافة مقابل الزمن البيانية أو رسوم بّي تي البيانية) وسيلة مفيدة لوصف الحركة. تتضح الميزات المحددة لحركة الأجسام من خلال شكل الخطوط وميلها. في الشكل المصاحب، يتحرك الجسم المرسوم بعيدًا عن نقطة الأصل بسرعة منتظمة تبلغ 1.66 متر/ثانية لمدة ست ثوان، ويتوقف لمدة خمس ثوان، ثم يعود إلى نقطة الأصل خلال سبع ثوان بسرعة غير منتظمة.

### رسوم الزمكان البيانية
في أبسط مستوياته، يكون الرسم البياني للزمكان مجرد رسم بياني للزمن مقابل الموضع، مع تبديل اتجاهات محاور رسم بّي تي المعتاد، أي أن المحور الرأسي يشير إلى الزمن في حين يشير المحور الأفقي إلى الإحداثيات المكانية. تُضرب قيم المحور الزمني لرسم الزمكان البياني بقيمة سرعة الضوء سي c، خصوصًا في النسبية الخاصة (إس آر)، وبالتالي يُعبر عنها غالبًا بـ سي تي ct. يغير هذا أبعاد الكمية الفيزيائية المعنية من <الوقت> إلى <الطول>، أي نفس أبعاد المحور المكاني، الذي يُعبر عنه بـ إكس x.
لتسهيل المقارنة بين إحداثيات الزمكان التي يقيسها المراقبون في أطر مرجعية مختلفة، من المفيد العمل باستخدام إعداد مبسط. بحذر، يسمح هذا بتبسيط الرياضيات دون فقدان التعميم في الاستنتاجات التي يُتَوَصَل إليها. بصرف النظر حاليًا عن الإحداثي الزمني، يُوصف إطاران جاليليو المرجعيان (أي إطاران مرجعيان تقليديان بثلاث إحداثيات مكانية)، إس S وإس برايم S’، مع المراقبين أوه O وأوه برايم O’ الساكنان في الإطار المرجعي الخاص بكل منهما ولكن المتحركان بالنسبة لبعضهما بسرعة v±، على أنهما في تكوين قياسي، عندما:
- تُوجه المحاور أكس x وواي y وزي z للإطار المرجعي إس بالتوازي مع المحاور الخاصة بالإطار المرجعي إس برايم.
- يتحرك الإطار إس برايم في اتجاه إكس الخاص بإطار إس بسرعة ثابتة v بالنسبة للإطار إس.
- تتطابق نقطتي الاصل لإطارين إس وإس برايم عند بداية الوقت تي = 0 في الإطار إس وتي برايم = 0 في الإطار إس برايم.[2]

يظهر هذا الإعداد المكاني في الشكل المصاحب، حيث يُوصف الإحداثيان الزمانيان بشكل منفصل: تي وتي برايم.
للتبسيط أكثر، يمكن غالبًا التركيز على اتجاه الحركة المرصود فقط وتجاهل الإحداثيين المكانيين الآخرين، ما يسمح برسم إكس وتي سي في رسم بياني ثنائي الأبعاد للزمكان، كما هو موضح أعلاه.

### رسوم مينكوفسكي البيانية
يشير مصطلح رسوم مينكوفسكي البيانية إلى شكل محدد من رسوم الزمكان المُستخدمة بشكل متكرر في النسبية الخاصة. يُستخدم المصطلح بالمعنى العام والخاص. بشكل عام، رسم مينكوفسكي البياني هو تصوير ثنائي الأبعاد لجزء من مكان مينكوفسكي، عادةً حيث يُختصر المكان في بعد واحد. يجري اختيار وحدات القياس في هذه الرسوم بحيث يتكون المخروط الضوئي في حدث ما من خطوط الميل زائد أو ناقص واحد خلال هذا الحدث. تتوافق الخطوط الأفقية مع المفهوم المعتاد للأحداث المتزامنة لمراقب ثابت عند نقطة الأصل.
توضح رسوم مينكوفسكي البيانية نتيجة تحويلات لورنتز. تربط تحويلات لورينتز بين إطارين مرجعيين قصوريين، حيث يقوم مراقب ثابت في الحدث (0، 0) بتغيير سرعته على طول محور إكس. يشكل المحور الزمني الجديد للمراقب زاوية ألفا α مع المحور الزمني السابق، حيث α < 4/π. في الإطار المرجعي الجديد، تقع الأحداث المتزامنة على خط موازي للخط المائل بزاوية ألفا بالنسبة لخطوط التزامن السابقة. هذا هو محور إكس الجديد. تتمتع مجموعة المحاور الأصلية ومجموعة محاور برايم بخاصية التعامد بالنسبة لضرب مينكوفسكي الداخلي أو الضرب النقطي النسبي.
مهما كانت قيمة ألفا، فإن الخط إكس = تي يشكل المنصف العام.
يمكن، على سبيل المثال، اختيار وحدات المكان والزمان على المحاور كأحد الأزواج التالية:
- وحدات بطول 30 سنتيمتر تقريبًا وبزمن نانوثانية.
- وحدات فلكية وفترات زمنية تبلغ نحو 8 دقائق و19 ثانية (499 ثانية).
- سنوات ضوئية وسنوات.
- ثانية ضوئية وثانية.

بهذه الطريقة، تُمثل مسارات الضوء بخطوط موازية للمنصف بين المحاور.

## رسوم الزمكان البيانية في الفيزياء النيوتونية
المحاور السوداء المسمى إكس وسي تي في الرسم البياني المجاور هي نظام إحداثيات المراقب، الذي يكون ساكنًا عند إكس = 0. خط عالم هذا المراقب مطابق لمحور سي تي الزمني. يتطابق كل خط موازٍ لهذا المحور أيضًا مع جسم ساكن ولكن في موضع آخر. يصف الخط الأزرق جسمًا يتحرك بسرعة ثابتة v إلى اليمين، مثل مراقب متحرك.
يمكن تفسير الخط الأزرق المسمى سي تي برايم على أنه المحور الزمني للمراقب الثاني. إذ يمثل، جنبًا إلى جنب مع محور أكس المتطابق لكلا الراصدين، نظام الإحداثيات الخاص بالراصدين. نظرًا لأن الإطارين المرجعيين في تكوين قياسي، يتفق كلا المراقبين على موقع نقطة الأصل في نظامي الإحداثيات الخاص بهما. لا تكون محاور المراقب المتحرك متعامدة مع بعضها البعض ويتعرض مقياس محور الزمن الخاص بها للتمدد. لتحديد إحداثيات حدث معين، يجب إنشاء خطين يمران بالحدث، كل منهما موازٍ لأحد المحورين، ثم قراءة موضع تقاطعاتهما مع المحاور.
يقود تحديد موقع ووقت الحدث إيه A كمثال في الرسم البياني إلى نفس الزمن لكلا المراقبين، كما هو متوقع. تنتج قيم مختلفة للموضع فقط، لأن المراقب المتحرك اقترب من موضع الحدث إيه منذ بداية الوقت تي = 0. بشكل عام، تحدث جميع الأحداث على خط موازٍ للمحور إكس في وقت واحد لكلا الراصدين. لا يوجد سوى وقت عالمي واحد تي = تي برايم، الذي يمثل وجود محور موضعي مشترك واحد. من ناحية أخرى، عادةً ما يقيس المراقبون إحداثيات مختلفة لنفس الحدث، نظرًا لاختلاف المحورين الزمنيين. يُوصف هذا التحويل من إكس وتي إلى إكس برايم وتي برايم والعكس بالعكس رياضيًا من خلال ما يسمى بتحويل جاليليو.